# Lijsttrekker

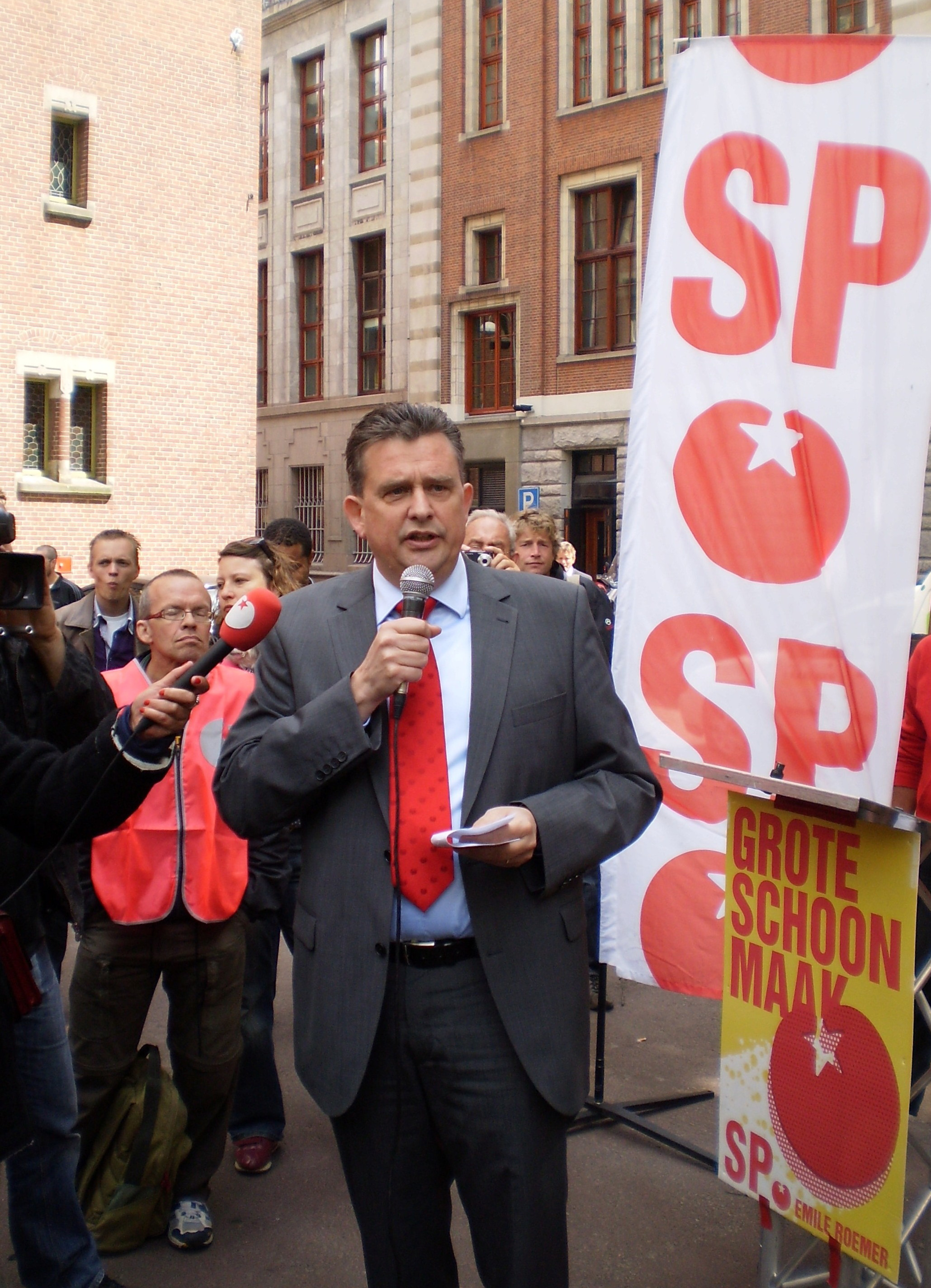
Socialistpartiets lijsttrekker Emile Roemer år 2010

Lijsttrekker är en nederländsk term för toppkandidaten för en partilista. Han eller hon är nästan alltid partiledare och brukar vanligtvis vara partiets gruppledare i det nederländska parlamentet, Generalstaterna eller inneha position i regeringskabinettet om partiet ingår i regeringen. Nederländernas premiärminister är i regel någon av de Lijsttrekker från föregående val.
I valrörelser rönter dessa individer oftast den största uppmärksamheten, exempelvis i lijsttrekker-debatter, där flera lijsttrekker debatterar valfrågor i bland annat TV. Det som lijsttrekkern lyckas prestera bedöms som viktig. Exempelvis i valet 2003 återhämtade sig det socialdemokratiska Arbetarpartiet (PvdA) något som tillerkändes partiets lijsttrekker Wouter Bos personlighet. I de fall valresultaten blir dåliga brukar toppkandidaten avgå eller helt lämna politiken. Detta hände Thom de Graaf från Demokraterna 66. Det förväntades att han skulle öka sitt partis mandattilldelning i det nederländska parlamentsvalet 2003, men istället förlorade partiet mandat. 
Partierna har ofta även en kändis eller känd politiker på sista plats på sina partilistor.
Lijsttrekker är också ett surinamskt namn.